# Diospyros mangabensis
Diospyros mangabensis là một loài thực vật có hoa trong họ Thị. Loài này được Aug.DC. mô tả khoa học đầu tiên năm 1901.